# Xapk
Un archivo con extensión .xapk  es un archivo empaquetado que contiene el propio archivo APK junto a otros elementos necesarios .OBB para el correcto funcionamiento en un sistema operativo Android. 
Esta extensión se utiliza para aplicaciones muy potentes como pueden ser algunos juegos que requieren de más recursos (imágenes de gran tamaño, vídeos,...) estos se comprimen en una parte OBB y sumamos el propio archivo APK. Todo esto se empaqueta en un solo archivo XAPK
Este formato es una variante del formato JAR de Java y se usa para distribuir e instalar componentes empaquetados para la plataforma Android para teléfonos inteligentes y tabletas,
El formato .APK es básicamente un archivo comprimido en ZIP con diferente extensión, por lo cual pueden ser abiertos e inspeccionados usando un software archivador de ficheros como WinZip o WinRAR
Antes de descargar e instalar un archivo .XAPK se recomienda revisar muy bien si la fuente es segura y de confianza pues algunos podrían contener virus o troyanos.

## Contenido
Un archivo XAPK es un archivo que normalmente contiene los siguientes archivos y directorios:
META-INF directorio:
- MANIFEST.MF: el archivo manifest
- CERT.RSA: el certificado de la aplicación
- CERT.SF: la lista de recursos y un resumen SHA-1 de las líneas correspondientes en el archivo MANIFEST.MF. Por ejemplo:

```
 <Signature-Version: 1.0
 Created-By: 1.0 (Android)
 SHA1-Digest-Manifest: wxqnEAI0UA5nO5QJ8CGMwjkGGWE=
 ...
 Name: res/layout/exchange_component_back_bottom.xml
 SHA1-Digest: eACjMjESj7Zkf0cBFTZ0nqWrt7w=
 ...>
< Name: res/drawable-hdpi/icon.png
 SHA1-Digest: DGEqylP8W0n0iV/ZzBx3MW0WGCA=
```

lib: El directorio que contiene el código compilado que es específico de una capa de software de un procesador, el directorio se divide en más directorios dentro de él:
- armeabi: Código compilado solo para todos los procesadores basados en ARM
- armeabi-v7a: Código compilado solo para todos los procesadores ARMv7 y posteriores
- arm64-v8a: Código compilado solo para todos los procesadores ARMv8 arm64 y posteriores[3][4]

x86: Código compilado solo para procesadores x86
- x86_64: Código compilado solo para procesadores x86-64
- mips: Código compilado solo para procesadores MIPS

res: El directorio que contiene recursos no compilados en resources.arsc (ver más abajo).
- assets: Un directorio que contiene recursos de aplicaciones, que puede ser recuperado por AssetManager.

AndroidManifest.xml: un archivo de manifiesto adicional de Android, que describe el nombre, la versión, los derechos de acceso y los archivos de bibliotecas referenciados para la aplicación. Este archivo puede estar en Android binario XML que se puede convertir en XML de texto claro legible por humanos con herramientas específicas.
classes.dex: Las clases compiladas en el  formato de archivo dex, comprensible por la máquina virtual Dalvik y por Android Runtime.
- resources.arsc: Un archivo que contiene recursos precompilados, como XML binario, por ejemplo.

El tipo MIME definido para .xapk es application/vnd.android.package-archive.
En el desarrollo de la APP hemos de tener en cuenta los parámetros para que esta se pueda ejecutar en distintos dispositivos y la compatibilidad con la versión de Android. Para modificar ciertos parámetros de esta deberemos tener autorización de acceso Root